# Велебит (подводная лодка)
P-01 «Velebit» (до 1996 года P-914 «Soča») — югославская, позднее хорватская сверхмалая подводная лодка типа «Уна»; единственная подводная лодка, состоявшая на вооружении ВМС Хорватии. Построена в 1980-е годы для нужд ВМС СФРЮ, получила имя «Соча». В начале войны за независимость Хорватии «Соча» была захвачена в верфи предприятия «Бродосплит» в Сплите силами Национальной гвардии Хорватии: с лодки было снято практически всё оборудование. В 1996 году лодка была переименована в «Велебит», пройдя ремонт и получив новый дизельный генератор. Спустя несколько лет лодку пришлось вывести де-факто из состава ВМС Хорватии в связи с нехваткой средств на новые батареи питания. После неудачных попыток продать её за границу в Хорватии встал вопрос о передаче подлодки одному из музеев Хорватии, который до сих пор остаётся открытым.

## Конструкция
Подводная лодка «Соча» была построена в 1987 году предприятием «Brodosplit», отделением строительства особых объектов (сербохорв. Brodogradilište specijalnih objekata), и была четвёртой подводной лодкой в своём классе сверхмалых субмарин «Уна». Главные размерения следующие: длина — 21,09 м, ширина — 2,4 м, осадка — 2,7 м. Стандартное водоизмещение — 88 т, полное — 98,5 т. Одиночный корпус подлодки был разделён на три отсека: передний отсек (командный пункт), рубка и отсек с силовой установкой. Во время подводных операций два электромотора Končar с 256 батареями и мощностью в 20 кВт каждый устанавливались напротив установки, приводящей в движение пятилопастный винт. Надводное плавание и перезарядка батарей осуществлялись благодаря дизельному генератору.
Максимальная скорость подлодки «Соча» состояла 8 узлов под водой и 7 узлов над водой. Дальность плавания составляла 250 морских миль при скорости в 4 узла, субмарина могла пробыть от 6 до 7 суток под водой (другие подлодки типа «Уна» могли пробыть не более 96 часов). Максимальная глубина погружения составляла 120 м. На подлодке не было никакого тяжёлого вооружения, поскольку субмарины типа «Уна» занимались исключительно разведкой, установкой небольших мин и участвовали в ряде специальных операций. Основным предназначением подлодки было маневрировать в мелководье Адриатического моря, используя свои небольшие размеры, оставаться незамеченной и доставлять силы специального назначения (до 6 человек на одной подлодке). Диверсионная команда из 6 человек могла нести с собой также четыре подводных аппарата R-1, также четыре мины типа AIM-M70 (M70/1) и/или 6—12 магнитных мин. Экипаж подлодки состоял из 4 человек.

## Служба

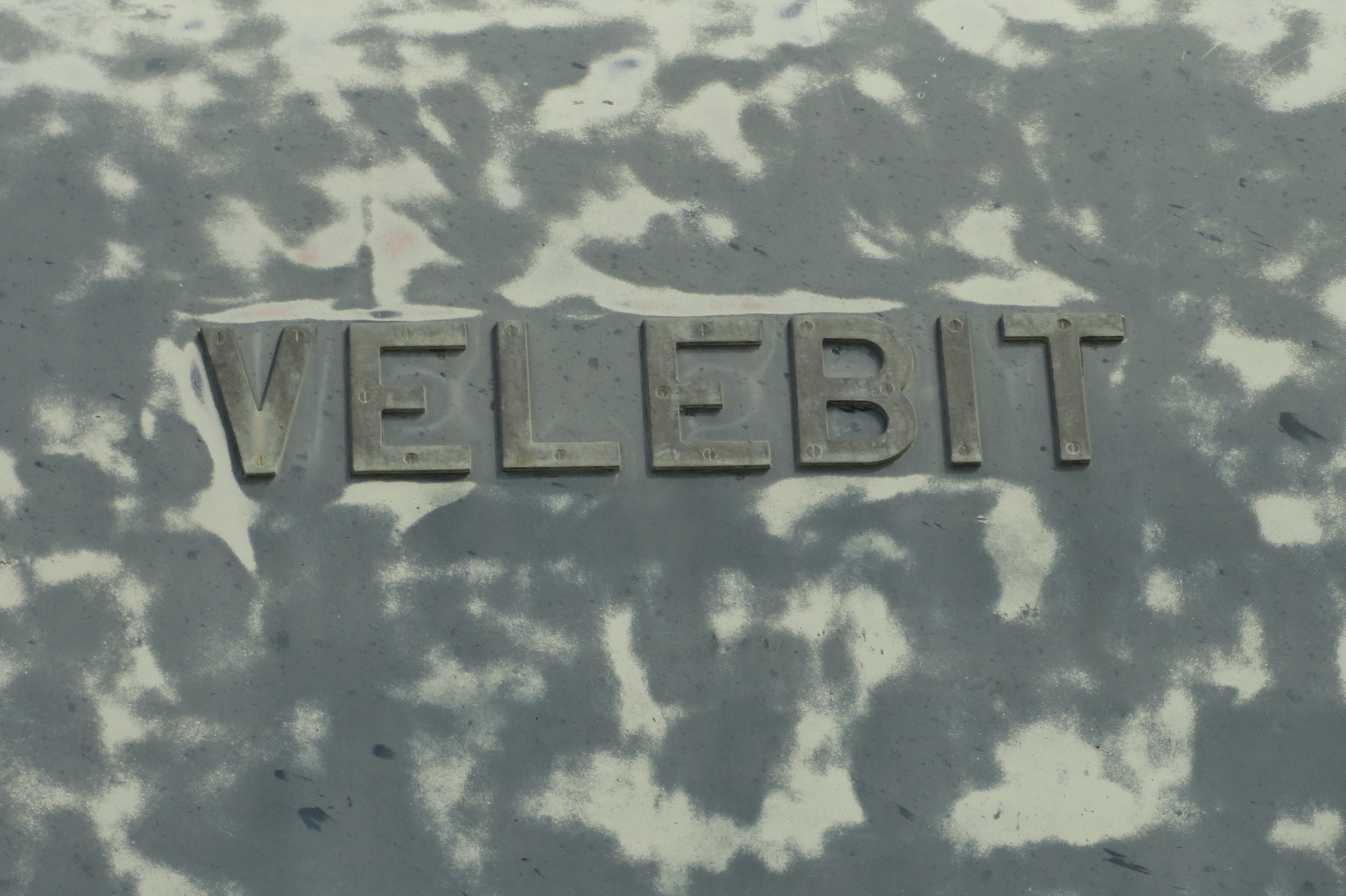
Наименование подлодки на корпусе

П-914 «Соча» служила в 88-й флотилии субмарин ВМС СФРЮ с конца 1980-х годов. Наименование подлодке было дано в честь реки Соча, протекавшей на территории Словении. В 1991 году подлодку отправили на капитальный ремонт в «Brodosplit», отделение строительства особых объектов, и именно тогда хорватские силы захватили подлодку, с которой было снято всё оборудование. В 1993 году Загребский морской институт запустил программу улучшения оперативных качеств захваченной подводной лодки «Соча»: в ходе ремонта удлинили корпус, чтобы установить дизельный генератор производства MTU Friedrichshafen мощностью 105 кВт — на подводных лодках типа «Уна» в оригинальных чертежах подобного не было. Тот же морской институт разработал и установил новую систему управления подлодкой.
В 1996 году подлодка была переименована в P-1 «Велебит», на корпусе «Велебита» был изображён бортовой номер «3». Согласно изданию The Naval Institute Guide to Combat Fleets of the World от 2007 года, подлодку оснастили портативным навигационным радаром, совместимым с GPS, а также активным сонаром STN-Atlas Elektronik PP-10 и пассивным сонаром PSU-1-2. Другие источники утверждают, что активный сонар не устанавливался, поскольку не работал в подводном состоянии. В связи с необходимостью замены батарей питания и электромоторов обучение экипажа и подводные операции стали сводиться только к надводному передвижению.

## Снятие с вооружения

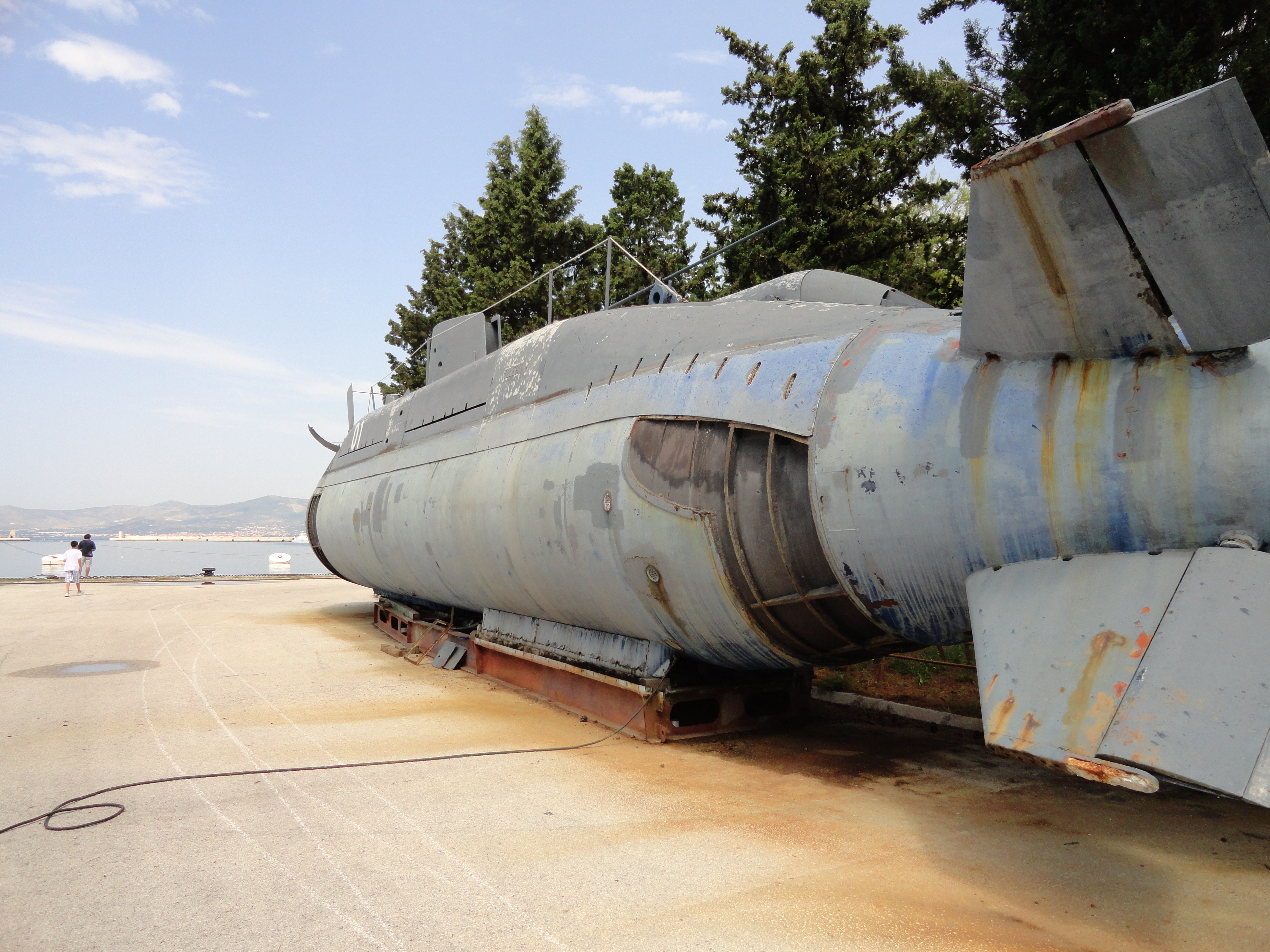
Подлодка «Велебит» на базе ВМС Хорватии в августе 2011 года

В феврале 2005 года «Велебит» подняли из воды и установили на небольшую платформу на базе ВМС Лора в Сплите, где и по сей день стоит подлодка. В июне 2006 года Министерство обороны Хорватии опубликовало «Долговременный план развития Вооружённых сил Хорватии на 2006—2015 годы» (хорв. Dugoročni plan razvoja Oružanih snaga Republike Hrvatske 2006–2015), в котором утверждалось, что у ВМС Хорватии нет никаких противолодочных средств и что единственная подводная лодка по факту бесполезна, поскольку может заниматься только установкой мин и перевозить под водой силы специального назначения. Было принято решение исключить подлодку из состава ВМС Хорватии. Министр обороны Берислав Рончевич объяснил исключение подлодки «Велебит» из состава ВМС Хорватии тем фактом, что весной 2008 года Хорватия должна была вступить в НАТО, и развитие всех аспектов обороны (в том числе и подводных лодок) стало бы тогда необязательным в связи с действующим в НАТО принципом коллективной обороны.
В 2007 году подлодку выставило на продажу государственное предприятие «Alan Agency», запросив начальную цену в 8 миллионов хорватских кун (около 1,07 млн. евро). Командующий ВМС Хорватии Анте Урлич предложил установить новые батареи, сонар и отремонтировать подлодку, чтобы потом за неё можно было попросить 15 миллионов евро. Однако заключить сделку так и не удалось, вследствие чего Хорватия решила передать подлодку в один из музеев. В 2009 году появились предложения передать субмарину Техническому музею Загреба, что одобрил и мэр Милан Бандич, но в связи с невозможностью безопасно и быстро перевезти подлодку длиной почти 4,5 м к центру города от этой идеи отказались. Хорватский морской музей в Сплите также выразил свою заинтересованность в приобретении подлодки, которая была построена в Сплите и пребывала там за всю свою историю службы. Однако и эта идея была отвергнута, поскольку морской музей находился в крепости Грипе и мог в любой момент перебраться в порт Сплита. Ещё одним желающим приобрести подлодку стал Загребский военный музей. По состоянию на 2018 год окончательное место перевозки подлодки не было определено.

### Пресса
- Denis Krnić. Podmornica ‘Velebit’ zaronit će u turizam (хорв.). Slobodna Dalmacija (17 июля 2012). Дата обращения: 16 марта 2017. Архивировано 23 ноября 2015 года.
- Boris Švel. Sudbina podmornice P-01 (хорв.). Obris (6 октября 2012). Дата обращения: 16 марта 2017. Архивировано 23 июля 2017 года.
- Ivica Profaca. MORH prodaje jedinu hrvatsku podmornicu (хорв.). Jutarnji list (15 августа 2007). Архивировано 11 декабря 2013 года.
- M. Šarić. Ministar Rončević potvrdio napuštanje podmorničarstva: Hrvatska prodaje jedinu podmornicu (хорв.). Večernji list (1 августа 2007). Архивировано 27 сентября 2007 года.
- Snježana Dukić. Podmornica ‘Velebit’ zapela na tramvajskim žicama u Zagrebu (хорв.). Slobodna Dalmacija (25 марта 2009). Дата обращения: 16 марта 2017. Архивировано 24 сентября 2015 года.
- Denis Krnić. Stjepan Lozo: Nećemo odustati od ‘Velebita’ (хорв.). Slobodna Dalmacija (25 марта 2013). Дата обращения: 16 марта 2017. Архивировано 7 февраля 2015 года.
- Jedina hrvatska podmornica Velebit ne može zaroniti (хорв.). Nacional (24 апреля 2002). Архивировано 30 декабря 2013 года.
- Krnić, Denis. Podmornica u muzej ili možda natrag u flotu. Slobodna Dalmacija (20 октября 2007). Дата обращения: 16 марта 2017. Архивировано 30 декабря 2013 года.

### Прочие сайты
- Diverzantska podmornica Velebit P-01 (PDF). Brodarski institut (9 декабря 2013). Дата обращения: 16 марта 2017. Архивировано из оригинала 24 сентября 2015 года.
- Diverzantske podmornice klase Una (PDF). Brodarski institut. Дата обращения: 16 марта 2017. Архивировано из оригинала 24 сентября 2015 года.
- Dugoročni plan razvoja Oružanih snaga Republike Hrvatske 2006 - 2015 (PDF). Министерство обороны Хорватии (июнь 2006). Архивировано 27 ноября 2013 года.
- Osnivanje i gradnja diverzantskih podmornica klase P 911. "Podmornicar". Архивировано 13 декабря 2013 года.
- Reference. hrbi.hr. Дата обращения: 16 марта 2017. Архивировано из оригинала 30 декабря 2013 года.
- Review of delivered vessels since 1980. (PDF). Brodogradilište specijalnih objekata. Дата обращения: 13 марта 2014. Архивировано из оригинала 13 марта 2014 года.